# Волдвин Хабор (Њујорк)
Волдвин Хабор (енгл. Baldwin Harbor) насељено је место без административног статуса у америчкој савезној држави Њујорк.

## Демографија
По попису из 2010. године број становника је 8.102, што је 45 (-0,6%) становника мање него 2000. године.
| Група             | 2000.         | 2010.         |
| Белци             | 6.355 (78,0%) | 4.449 (54,9%) |
| Афроамериканци    | 725 (8,9%)    | 2.153 (26,6%) |
| Азијати           | 382 (4,7%)    | 395 (4,9%)    |
| Хиспаноамериканци | 561 (6,9%)    | 959 (11,8%)   |
| Укупно            | 8.147         | 8.102         |